# Keespölachsee
Keespölachsee är en sjö i Österrike.   Den ligger i förbundslandet Tyrolen, i den centrala delen av landet, 300 km väster om huvudstaden Wien. Keespölachsee ligger 2 200 meter över havet. Den högsta punkten i närheten är Roter Kogel, 2 946 meter över havet, nordväst om Keespölachsee.
Trakten runt Keespölachsee består i huvudsak av gräsmarker. Runt Keespölachsee är det ganska glesbefolkat, med 26 invånare per kvadratkilometer.